# Telepredicación
Telepredicador (de televisión y predicador) o televangelista (para el cristianismo) es el nombre con el que se designa tradicionalmente a los religiosos que utilizan programas en medios de comunicación para realizar proselitismo religioso, principalmente la televisión y la radio. Con la masificación de Internet durante el siglo XXI, esta práctica se ha extendido a otras plataformas, como lo son las redes sociales. 

## Historia

### En el cristianismo
El televangelismo tiene sus orígenes en la segunda mitad del siglo XIX con reuniones de avivamiento, rurales (camp meetings) luego urbanas, y especialmente a principios del siglo XX, con predicadores estrella itinerantes que amplían su audiencia como las técnicas de comunicación. Dentro del cristianismo es considerado una forma de evangelización, es decir, llevar el evangelio a más personas. 
Una pionera en el campo es Aimee Semple McPherson, fundadora de la Iglesia Cuadrangular, que utilizó  radio y teléfono en la década de 1920 y 1930 para llegar a un público más amplio.
En 1951, el productor Dick Ross y el evangelista baptista Billy Graham fundaron la productora cinematográfica World Wide Pictures, que haría vídeos de sus predicaciones y películas cristianas. 
En 1956, la Iglesia Bautista Thomas Road en Lynchburg y Jerry Falwell fundaron el programa  Old Time Gospel Hour.
La Christian Broadcasting Network fue fundada en 1960 en Virginia Beach, Estados Unidos, por el ministro bautista Pat Robertson. 
En 1978, Charles Stanley comenzó a transmitir el programa de televisión In Touch (En contacto). El programa ha sido traducido a 50 idiomas.
En Sudamérica, el pastor evangélico argentino José María Silvestri es reconocido por realizar programas de televisión orientados a la difusión del evangelio a través de Canal Luz, una señal televisiva cristiana que se distribuye vía satélite a todo el continente americano.

### En el islam
Como parte de la daʿwa, que define el principio de predicar en el islam, algunos oradores musulmanes han utilizado los medios de comunicación y las redes sociales en Internet para difundir el Corán y las enseñanzas de Mahoma, tal como su contraparte cristiana, tanto para musulmanes como para no musulmanes. Algunos de ellos son el egipcio Amr Jaled, el indio Zakir Naik y en idioma español, destaca el argentino Muhammad Isa García.